# Плей-офф МЛБ 2018
Плей-офф Главной лиги бейсбола сезона 2018 года — матчи, определяющие победителя бейсбольного сезона. Игры на вылет начинаются раундом уайлд-кард, который пройдёт 2 и 3 октября. Дивизионные серии пройдут с 4 по 11 октября, чемпионские серии лиг с 12 по 21 октября. Матчи Мировой серии запланированы на период с 23 по 31 октября.

## Раунд уайлд-кард

### Национальная лига
В игре за уайлд-кард Национальной лиги встретились «Чикаго Кабс» и «Колорадо Рокиз». Обе команды уступили в дополнительных матчах определявших победителей дивизионов, состоявшихся 1 октября. Между собой клубы провели в регулярном чемпионате шесть игр, каждый из соперников одержал по три победы. Равенство у команд и по суммарному числу набранных очков в очных встречах — 33:33. Игра длилась 4 часа 55 минут и стала одной из самых долгих в истории плей-офф МЛБ.
У «Чикаго» из-за травмы не смог принять участие в игре основной клоузер Брэндон Морроу. Буллпен Рокиз, напротив, в сентябре был одним из лучших в лиге. Стартовым питчером «Кабс» на игру вышел ветеран Джон Лестер. Он провёл на поле шесть иннингов и сделал девять страйкаутов. В составе «Колорадо» матч начал Кайл Фриленд, имевший после предыдущего выступления всего три дня отдыха. В первом иннинге после сакрифайс-флая Нолана Аренадо в дом забежал Чарли Блэкмон и «Рокиз» повели в счёте. «Кабс» имели возможность сравнять счёт в седьмом иннинге, когда сменивший Фриленда при двух аутах Адам Оттавино позволил занять базы Альберту Альморе и Вилсону Контрерасу. Затем ошибка кэтчера Колорадо Дрю Бутеры вывела на базу Томми Ла Стеллу. При полностью загруженных базах Оттавино страйкаутом выбил из игры Джейсона Хейуорда. В восьмом иннинге «Кабс» сравняли счёт благодаря краже базы Террансом Гором и даблу Хавьера Баэса. Игра перешла в дополнительное время и в тринадцатом иннинге победу и выход в следующий раунд «Колорадо» принёс сингл резервного кэтчера Тони Уолтерса. 
Дата: 2 октября 2018 года, 19:08 CDT

Стадион: «Ригли-филд», Чикаго

Зрителей: 40 151
| Команда        | 1 | 2 | 3 | 4 | 5 | 6 | 7 | 8 | 9 | 10 | 11 | 12 | 13 | R | H  | E |
| -------------- | - | - | - | - | - | - | - | - | - | -- | -- | -- | -- | - | -- | - |
| Колорадо Рокиз | 1 | 0 | 0 | 0 | 0 | 0 | 0 | 0 | 0 | 0  | 0  | 0  | 1  | 2 | 11 | 1 |
| Чикаго Кабс    | 0 | 0 | 0 | 0 | 0 | 0 | 0 | 1 | 0 | 0  | 0  | 0  | 0  | 1 | 6  | 0 |

- Победивший питчер — Скотт Оберг (1-0); Проигравший питчер — Кайл Хендрикс (0-1)

### Американская лига
В игре за уайлд-кард Американской лиги 3 октября встретились «Нью-Йорк Янкис» и «Окленд Атлетикс». Игра состоится на «Янки-стэдиум» в Бронксе. За последние четыре сезона МЛБ матч уайлд-кард состоялся на этой арене в третий раз.
Между собой в сезоне клубы провели две серии по три игры. В мае три матча прошли в Нью-Йорке, две победы одержали «Янкис». В сентябре «Окленд» одержал две победы на своём поле. По набранным очкам преимущество у «Атлетикс» — 33:28. Обе команды обладают сильными отбивающими. Игроки «Янкис» установили рекорд МЛБ по числу хоум-ранов за сезон, 267 раз выбив мяч за пределы поля. Нападение «Атлетикс» выбило 227 хоум-ранов.
Победу в игре одержали «Янкис», второй год подряд выигравшие уайлд-кард. Хозяева поля набрали два очка в первом иннинге благодаря хоум-рану Аарона Джаджа. В шестом иннинге преимущество «Нью-Йорка» закрепил Люк Войт, выбивший трипл против Блейка Трайнена и принёсший команде ещё два очка. В восьмом иннинге команды обменялись хоум-ранами, установившими окончательный счёт игры. В дивизионной серии Американской лиги «Янкис» сыграет против «Бостон Ред Сокс».
Дата: 3 октября 2018 года, 20:08 EDT

Стадион: «Янки-стэдиум», Нью-Йорк

Зрителей: 46 620
| Команда         | 1 | 2 | 3 | 4 | 5 | 6 | 7 | 8 | 9 | R | H | E |
| --------------- | - | - | - | - | - | - | - | - | - | - | - | - |
| Окленд Атлетикс | 0 | 0 | 0 | 0 | 0 | 0 | 0 | 2 | 0 | 2 | 4 | 0 |
| Нью-Йорк Янкис  | 2 | 0 | 0 | 0 | 0 | 4 | 0 | 1 | X | 7 | 7 | 1 |

- Победивший питчер — Деллин Бетансес (1-0); проигравший питчер — Лайам Хендрикс (0-1)
- Хоум-раны: «Атлетикс» — Крис Дэвис (1); «Янкис» — Аарон Джадж (1), Джанкарло Стэнтон (1)

## Дивизионные серии

### Национальная лига
Игры дивизионных серий Национальной лиги пройдут 4 и 5 октября, третья игра пройдёт 7 октября. В случае необходимости четвёртый и пятый матчи запланированы на 8 и 10 октября соответственно.  

#### Милуоки Брюэрс — Колорадо Рокиз
«Милуоки Брюэрс», посеянные в плей-офф Национальной лиги под первым номером, в дивизионной серии встречаются с «Колорадо Рокиз», выигравшими уайлд-кард. В регулярном чемпионате команды провели друг с другом семь игр, пять из которых выиграли «Милуоки». Оценивая шансы команд перед началом серии эксперты телеканала CBS отмечали, что у игроков «Милуоки» было существенно больше времени для подготовки к играм, тогда как «Рокиз» перед игрой совершили перелёт по маршруту Денвер — Лос-Анджелес — Чикаго. Прогнозируя исход серии предпочтение отдавали «Брюэрс», ожидая от команды победы в четырёх или пяти матчах. 
Дата: 4 октября 2018 года, 16:07 CDT

Стадион: «Миллер-парк», Милуоки

Зрителей:
| Команда        | 1 | 2 | 3 | 4 | 5 | 6 | 7 | 8 | 9 | R | H | E |
| -------------- | - | - | - | - | - | - | - | - | - | - | - | - |
| Колорадо Рокиз | 0 | 0 | 0 | 0 | 0 | 0 | 0 | 0 | 0 | 0 | 0 | 0 |
| Милуоки Брюэрс | 0 | 0 | 0 | 0 | 0 | 0 | 0 | 0 | 0 | 0 | 0 | 0 |

- Победивший питчер — ; проигравший питчер —

#### Лос-Анджелес Доджерс — Атланта Брэйвз
Победив в тай-брейке «Колорадо Рокиз», «Лос-Анджелес Доджерс» выиграли свой дивизион и получили второй номер посева в плей-офф Национальной лиги. В дивизионной серии их соперником стала «Атланта Брэйвз». В регулярном чемпионате клубы сыграли друг против друга семь игр, в пяти из которых победу одержали «Доджерс». Пять из шести экспертов CBS в своих прогнозах отдали предпочтение «Лос-Анджелесу», прогнозируя серию из пяти матчей.
Дата: 4 октября 2018 года, 17:37 PST

Стадион: «Доджер-стэдиум», Лос-Анджелес

Зрителей:
| Команда              | 1 | 2 | 3 | 4 | 5 | 6 | 7 | 8 | 9 | R | H | E |
| -------------------- | - | - | - | - | - | - | - | - | - | - | - | - |
| Атланта Брэйвз       | 0 | 0 | 0 | 0 | 0 | 0 | 0 | 0 | 0 | 0 | 0 | 0 |
| Лос-Анджелес Доджерс | 0 | 0 | 0 | 0 | 0 | 0 | 0 | 0 | 0 | 0 | 0 | 0 |

- Победивший питчер — ; проигравший питчер —

### Американская лига

#### Бостон Ред Сокс — Нью-Йорк Янкис
Противостояние Ред Сокс и Янкис в плей-офф имеет долгую историю. В 2003 году в Чемпионской серии Американской лиги Нью-Йорк одержал победу благодаря хоум-рану Аарона Буна в одиннадцатом иннинге. В 2004 году уже «Бостон» отыграл отставание 0:3 в серии, а затем выиграл и Мировую серию, сняв «Проклятие Бамбино».
Сильными сторонами «Янкис» эксперты отмечали питчера Джей Эй Хэппа, на протяжении карьеры удачно игравшего против «Бостона», более сильный буллпен и линию нападения, установившую в регулярном чемпионате рекорд МЛБ по числу хоум-ранов. В составе Ред Сокс выделяли питчеров Криса Сейла и Дэвида Прайса, выход которых прогнозировался в первых двух играх серии. В нападении отмечались кандидаты на приз Самому ценному игроку Американской лиги Джей Ди Мартинес и Муки Беттс.
В первой игре серии Ред Сокс вышли вперёд благодаря трёхочковому хоум-рану Джей Ди Мартинеса внизу первого иннинга. Хэпп, заменённый в третьем иннинге, оставил двух игроков «Бостона» на базах, после чего сингл Стива Пирса и сакрифайс-флай Сандера Богартса довели счёт до 5:0. «Янкис» первое очко набрали в шестом иннинге после сингла Люка Войта. Девятый иннинг начался с хоум-рана Аарона Джаджа, сократившего отставание до минимума, но затем Крейг Кимбрел закрыл игру страйкаутами Бретту Гарднеру, Джанкарло Стэнтону и Войту. Также ньюйоркцы из-за травмы лишились аутфилдера Аарона Хикса.
Дата: 5 октября 2018 года, 19:32 EDT

Стадион: «Фенуэй Парк», Бостон

Зрителей: 39 059
| Команда         | 1 | 2 | 3 | 4 | 5 | 6 | 7 | 8 | 9 | R | H  | E |
| --------------- | - | - | - | - | - | - | - | - | - | - | -- | - |
| Нью-Йорк Янкис  | 0 | 0 | 0 | 0 | 0 | 2 | 1 | 0 | 1 | 4 | 10 | 0 |
| Бостон Ред Сокс | 3 | 0 | 2 | 0 | 0 | 0 | 0 | 0 | X | 5 | 8  | 0 |

Победивший питчер — Крис Сейл (1—0); проигравший питчер — Эй Джей Хэпп (0—1); сейв — Крейг Кимбрел (1)

Хоум-раны: 
- BOS: Джей Ди Мартинес (1)

Во втором матче счёт открыли «Янкис» благодаря второму в серии хоум-рану Аарона Джаджа. Во втором иннинге дальний удар Гэри Санчеса и сингл Эндрю Маккатчена довели преимущество гостей до 3:0. После этого главный тренер «Ред Сокс» Алекс Кора снял с игры Дэвида Прайса, который был освистан болельщиками. Для Прайса это была десятая игра плей-офф в карьере, ни в одной из них он не смог одержать победу. Ответный хоум-ран Богартса сократил отставание, но в седьмом иннинге «Янкис» набрали три очка после ещё одного хоум-рана Санчеса и решили исход игры в свою пользу.
Дата: 6 октября 2018 года, 20:15 EDT

Стадион: «Фенуэй Парк», Бостон

Зрителей: 39 151
| Команда         | 1 | 2 | 3 | 4 | 5 | 6 | 7 | 8 | 9 | R | H | E |
| --------------- | - | - | - | - | - | - | - | - | - | - | - | - |
| Нью-Йорк Янкис  | 1 | 2 | 0 | 0 | 0 | 0 | 3 | 0 | 0 | 6 | 8 | 0 |
| Бостон Ред Сокс | 0 | 0 | 0 | 1 | 0 | 0 | 1 | 0 | X | 2 | 5 | 1 |

Победивший питчер — Масахиро Танака (1—0); проигравший питчер — Дэвид Прайс (0—1)

Хоум-раны: 
- BOS: Сандер Богартс (1)

В третьем матче серии «Ред Сокс» одержали разгромную победу со счётом 16:1. Игрок «Бостона» Брок Холт выбил сайкл, ставший первым в истории плей-офф МЛБ. Для «Янкис» это поражение стало крупнейшим в 396 проведённых ими играх плей-офф. Исход игры решил четвёртый иннинг, в котором Ред Сокс набрали семь очков. Три из них принёс дабл Эндрю Бенинтенди, который в этом году в девятнадцати играх с «Янкис» набрал 19 RBI. В девятом иннинге главный тренер «Нью-Йорка» Аарон Бун вместо питчера выпустил на поле резервного кэтчера команды Остина Ромайна, пропустившего двухочковый хоум-ран от Холта.
Дата: 8 октября 2018 года, 19:40 EDT

Стадион: «Янки-стэдиум», Нью-Йорк

Зрителей: 49 657
| Команда         | 1 | 2 | 3 | 4 | 5 | 6 | 7 | 8 | 9 | R  | H  | E |
| --------------- | - | - | - | - | - | - | - | - | - | -- | -- | - |
| Бостон Ред Сокс | 0 | 1 | 2 | 7 | 0 | 0 | 1 | 3 | 2 | 16 | 18 | 0 |
| Нью-Йорк Янкис  | 0 | 0 | 0 | 1 | 0 | 0 | 0 | 0 | 0 | 1  | 5  | 0 |

Победивший питчер — Натан Эовальди (1—0); проигравший питчер — Луис Северино (0—1)

Хоум-раны: 
- NYY: —

Дата: 9 октября 2018 года, 20:07 EDT

Стадион: «Янки-стэдиум», Нью-Йорк

Зрителей: 49 641
| Команда         | 1 | 2 | 3 | 4 | 5 | 6 | 7 | 8 | 9 | R | H | E |
| --------------- | - | - | - | - | - | - | - | - | - | - | - | - |
| Бостон Ред Сокс | 0 | 0 | 3 | 1 | 0 | 0 | 0 | 0 | 0 | 4 | 8 | 0 |
| Нью-Йорк Янкис  | 0 | 0 | 0 | 0 | 1 | 0 | 0 | 0 | 2 | 3 | 5 | 1 |

Победивший питчер — Рик Порселло (1—0); проигравший питчер — Си Си Сабатия (0—1); сейв — Крейг Кимбрел (2)

Хоум-раны: 
- NYY: —